# Juhász Vanda
Juhász Vanda (1989. június 6. –) magyar gerelyhajító.
Kajakozóként kezdte sportolói pályafutását. 2005-ben a Nyári Ifjúsági Olimpiai Fesztiválon szerzett 5. helyezést. 2006-ban már a Ferencváros gerelyhajítójaként versenyzett. A felnőtt korosztályban az első jelentősebb eredményét 2009-ben érte el, amikor a magyar bajnokságban harmadik helyezett volt. Ezt a helyezését a következő évben megismételte. Ugyanebben az évben az utánpótlás korosztály magyar bajnoka lett.
2011-ben az U23-as téli dobó Európa kupán nyolcadik lett és tagja volt az első helyezett csapatnak. Az ostravai utánpótlás Európa-bajnokságon tizedik lett. Az ob-n megszerezte a bajnoki címet. Az U23-as korcsoportban ismét magyar bajnok volt.
2012-ben megnyerte a téli dobó ob-t. Május végén, Székesfehérváron 59,20 méterrel teljesítette az olimpiai kiküldetési B-szintet. Június végén ismét magyar bajnok lett 59,31 méterrel. Az Európa-bajnokság selejtezőjéből nem jutott tovább. 53,65 méteres dobása a 17. helyhez volt elegendő.
A 2012-es londoni olimpián a selejtezőből nem jutott tovább, a 36. helyen végzett.
2015-ben jelöltette magát IAAF versenyzői bizottságába.